# آلاشهر
آلاشِهِر (به ترکی استانبولی: Alaşehir) که در گذشته با نام فیلادلفیا (یونانی :Φιλαδέλφεια به معنی شهر محبت برادرانه) شناخته می‌شد شهری است در کشور ترکیه که در استان مانیسا واقع شده‌است. جمعیت این شهر بر اساس سرشماری سال ۲۰۰۸ میلادی ۴۶٬۵۴۴ نفر و بر اساس برآوردهای سال ۲۰۰۹ میلادی ۴۷٬۱۱۷ نفر می‌باشد.

## تاریخچه
آلاشهر در گذشته به نام فیلادلفیا شناخته می‌شد. این شهر در سال ۱۸۹ قبل از میلاد توسط شاه اومنس دوم از پرگامون تأسیس شد. اومنس دوم این شهر را به نام برادرش آتالوس دوم که تعهدش به وی لفب «فیلادلفوس» (کسی که برادرش را دوست دارد) داده بود نامگذاری کرد. مهمترین معروفیت این شهر به خاطر یکی از هفت کلیسای کتاب مکاشفه یوحنا در عهد جدید است.
در زمان رومیان شهر فیلادلفیا در استان ساردیس قرار داشت. در زمان تیبریوس این شهر دچار زمین لرزه شدیدی شد و بخشهای زیادی از آن نابود شد. به همین دلیل تیبریوس دستور داد این شهر از پرداخت مالیات معاف باشد.

## در کتاب مکاشفه یوحنا

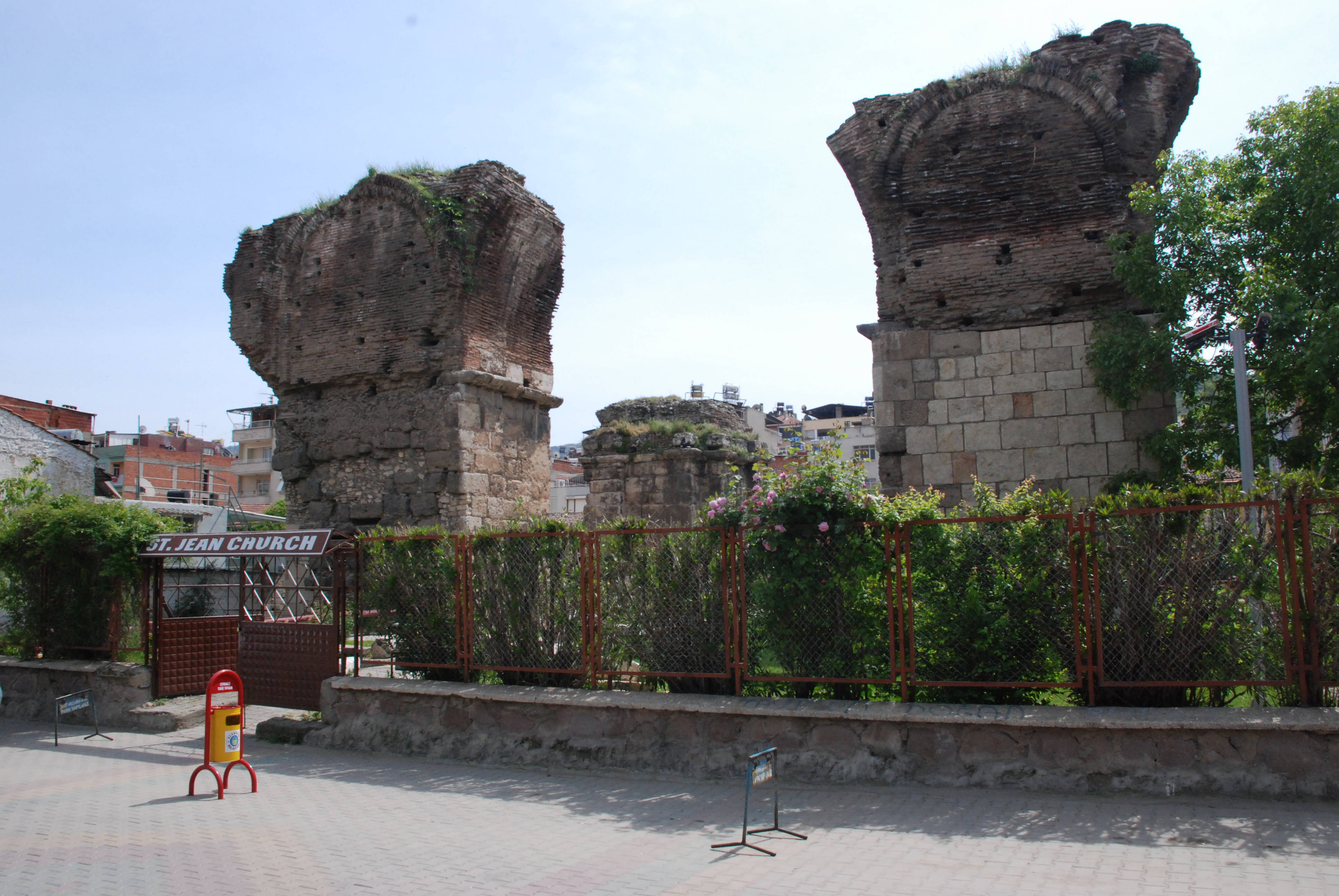
کلیسای سنت جان در آلاشهر

با اینکه چندین شهر تاریخی دارای نام فیلادلفیا هستند، شهر فیلادلفیایی که در کتاب مکاشفه یوحنا از آن نام برده می‌شود قطعاً این شهر است. فیلادلفیا ششمین کلیسای کتاب مکاشفه یوحنا است و در این کتاب به طور اختصاصی نامه‌ای به آن نوشته می‌شود. مسیحیان فیلادلفیا تحت آزار شدید توسط یهودیان بودند که توسط کتاب مکاشفه یوحنا «کنیسه شیطان» نامیده می‌شوند. تاریخ زمین لرزه شهر ممکن است دلیل آن باشد که نام کلیسا ستون برده شده است. کلیسای مورد اشاره در کتاب مکاشفه یوحنا در این شهر کلیسای سنت جان است.

### در زمان امپراتوری بیزانس
فیلادلفیا در زمان بیزانس شهری بسیار پررونق بود و به نام آتن کوچک شناخته می‌شد. این نام احتمالاً به این مسئله اشاره دارد که این شهر به طور کامل مسیحی نشده بود. در سال ۱۰۷۴ میلادی این شهر توسط ترکان تسخیر شد. در سال ۱۰۹۸ در زمان جنگهای صلیبی اول این شهر دوباره به تسخیر بیزانس درآمد. در چهار قرن بعد این شهر در تسخیر بیزانس باقی ماند تا اینکه دوباره در قرن ۱۴ توسط ترکان احاطه شد. در سال ۱۳۹۰ این شهر توسط ترکان دوباره تسخیر شد. دوازده سال بعد تیمور لنگ این شهر را تسخیر کرد و از جسد مردمان آن دیواری ساخت.